# Крістіна Квін
Крістіна А. Квін (англ. Kristina A. Kvien; нар. 15 січня 1965, Каліфорнія) — американська дипломатка. З лютого 2023 посол США у Вірменії. В минулому заступниця Голови Місії США в Україні. Тимчасова повірена у справах США в Україні з 28 травня до 18 червня 2019 та з 2 січня 2020 до 29 травня 2022. З вересня 2016 до квітня 2019 — виконувачка обов'язків заступника Голови Місії і міністра-радника з економічних питань у Посольстві США в Парижі.

## Життєпис
Народилася й виросла в Каліфорнії, має ступінь бакалавра з політології, який отримала у Західному коледжі та ступінь магістра зі стратегічних досліджень Воєнного коледжу армії США.
Обіймала посаду економічної радниці у Посольстві США в Бангкоку (Таїланд) з 2013 до 2016, а також економічної радниці у Лондоні (Велика Британія) з 2010 по 2013. З 2008 до 2010 — директор із питань Європейського Союзу, України та Білорусі в Раді національної безпеки при Виконавчому офісі Президента США (Вашингтон). З 2006 до 2008 — заступниця радника з питань навколишнього середовища, науки, техніки та охорони здоров'я в Посольстві США в Москві, а з 2001 до 2005 — торгова директорка Місії США при Європейському Союзі в Брюсселі (Бельгія). Також працювала в Манілі (Філіппіни), у Державному департаменті у Вашингтоні працювала над питаннями відносин із ЄС та двосторонніх відносин зі Словенією.
Одружена, має дочку.

### Призначення послом у Вірменії
22 червня 2022 року президент США Джо Байден призначив Крістіну Квін послом США у Вірменії. Її кандидатура знаходиться на розгляді сенатського комітету з міжнародних відносин.

## Нагороди
- Орден «За заслуги» II ст. (Україна, 2 червня 2022) — за вагомі особисті заслуги у зміцненні міждержавного співробітництва, підтримку незалежності та територіальної цілісності України, плідну дипломатичну діяльність[12]